# Lola T96/50
O Lola T96/50 é um carro de corrida monoposto desenvolvido pela fabricante britânica Lola, para uso na Formula 3000 Internacional, uma série alimentadora da Fórmula 1, entre 1996 e 1998, até foi substituído pelo novo chassi Lola B99/50 pelo novo em 1998. 

## Fórmula Nippon
O Lola T96/51 e o Lola T96/52, foram usados na Fórmula Nippon japonesa até 1999 e eram movidos por motores 3.0l V8 Mugen-Honda MF308. 